# 土关垭镇
土关垭镇，是中华人民共和国湖北省十堰市丹江口市下辖的一个乡镇级行政单位。

## 行政区划
土关垭镇下辖以下地区：
土关垭社区、土关垭村、常家桥村、汤湾村、四方山村、红山寺村、金竹园村、金山村、杜湾村、姚河村、龙河村和银洞山茶场。